# 의령 수도사 석조아미타여래삼존상과 복장유물일괄
의령 수도사 석조아미타여래삼존상과 복장유물일괄(宜寧 修道寺 石造阿彌陀如來三尊像과 腹藏遺物一括)은 대한민국 경상남도 의령군 용덕면 이목리, 수도사에 있는 조선시대의 불상이다. 2005년 1월 13일 경상남도의 유형문화재 제417호로 지정되었다.

## 개요
수도사 석조여래삼존존상은 우협시 지장보살상의 복장물에서 발견된 개분기를 통해 1786년 이전에 제작되었음을 알 수 있다.
특히 우협시 지장보살상의 경우, 착의와 지물 등을 통해 조선중기 17세기 이후 불상제작이 지방화가 이루어지면서 나타나는 현상으로 볼 수 있어, 향후 각 지역간의 불상의 도상적 흐름을 살펴보는데 자료적 가치가 있다.

## 참고 자료
- 의령 수도사 석조아미타여래삼존상과 복장유물일괄 - 국가유산청 국가유산포털